# 西犬丘
西犬丘、犬丘，又称西垂，古邑名，在今甘肃省陇南市境内。因与关中槐里犬丘相对，称西犬丘，是秦国早期都邑:62。
西周时秦国祖先大骆、非子居此，本名犬丘。非子后改封于秦（秦邑）。周厉王时西戎“灭犬丘大骆之族”，其地为西戎所占。秦庄公破西戎，周宣王与大骆犬丘之地，封秦庄公为“西垂大夫”。当代研究者指，秦庄公由秦邑迁居此处，除政治原因外，亦与当时进入新冰期、气温变干冷相关:66—67。秦庄公之子“秦襄公既侯，居西垂”，秦国正式成为诸侯国。后人遂称西犬丘为西垂。秦襄公、秦文公均居于西垂宫。秦宁公二年（前714年），徙都平阳。春秋时或称西邑。汉代置陇西郡西县。
《括地志》称西犬丘在“在秦州上邽县西南九十里”。具体所在，多有争议。1994年，在陇南市礼县东北发掘大堡子山遗址及墓群。因此处秦国君主（秦襄公）墓地的发掘，确定西犬丘位于礼县东北的大堡子山、永兴乡及西和县东北的长道乡一带。是位于长江流域西汉水上游，一条东西长约30公里，南北宽约2至3公里的河谷川地:62。